# Trasporti in Bielorussia

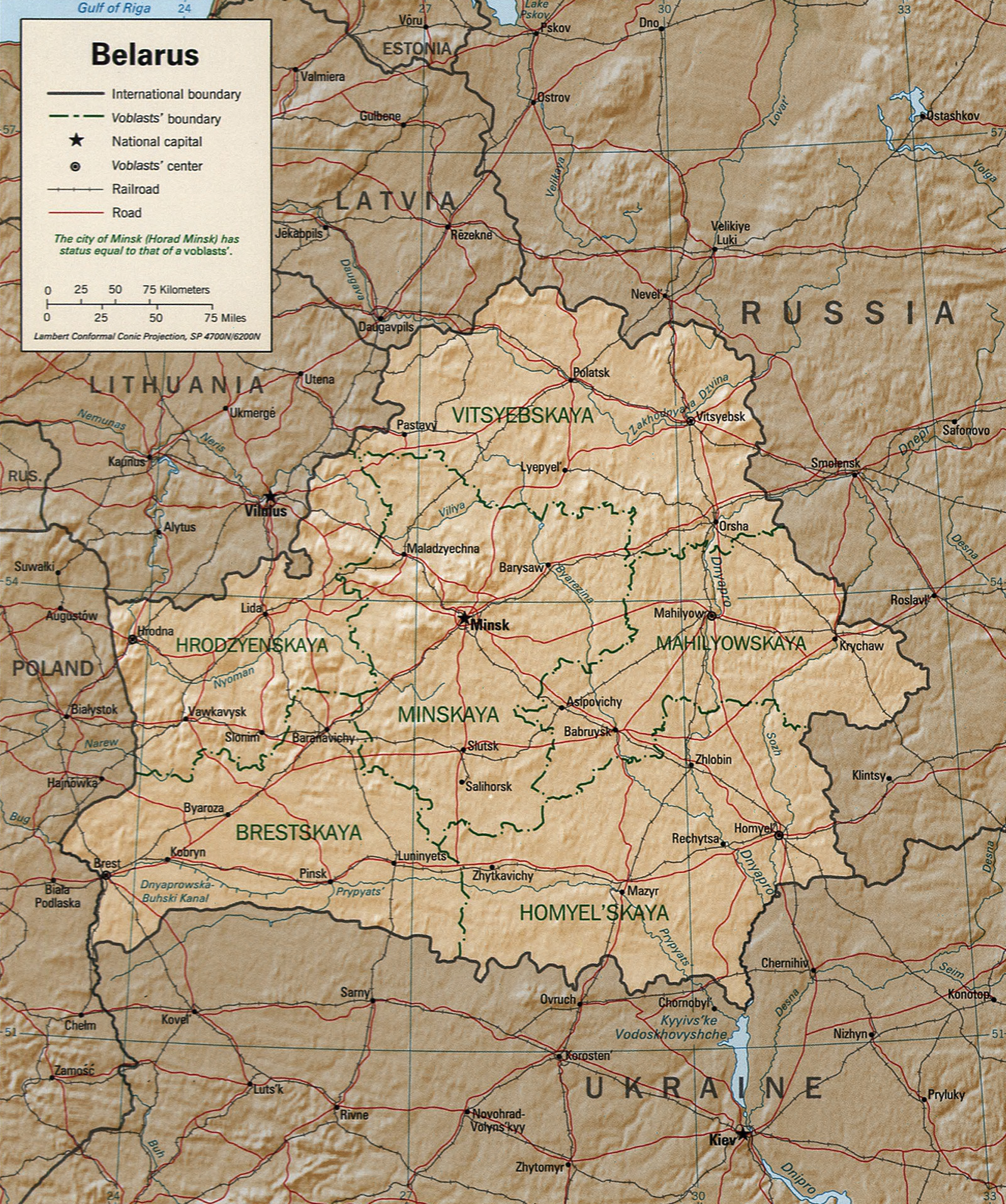
Bielorussia: carta geopolitica con rete stradale e ferroviaria

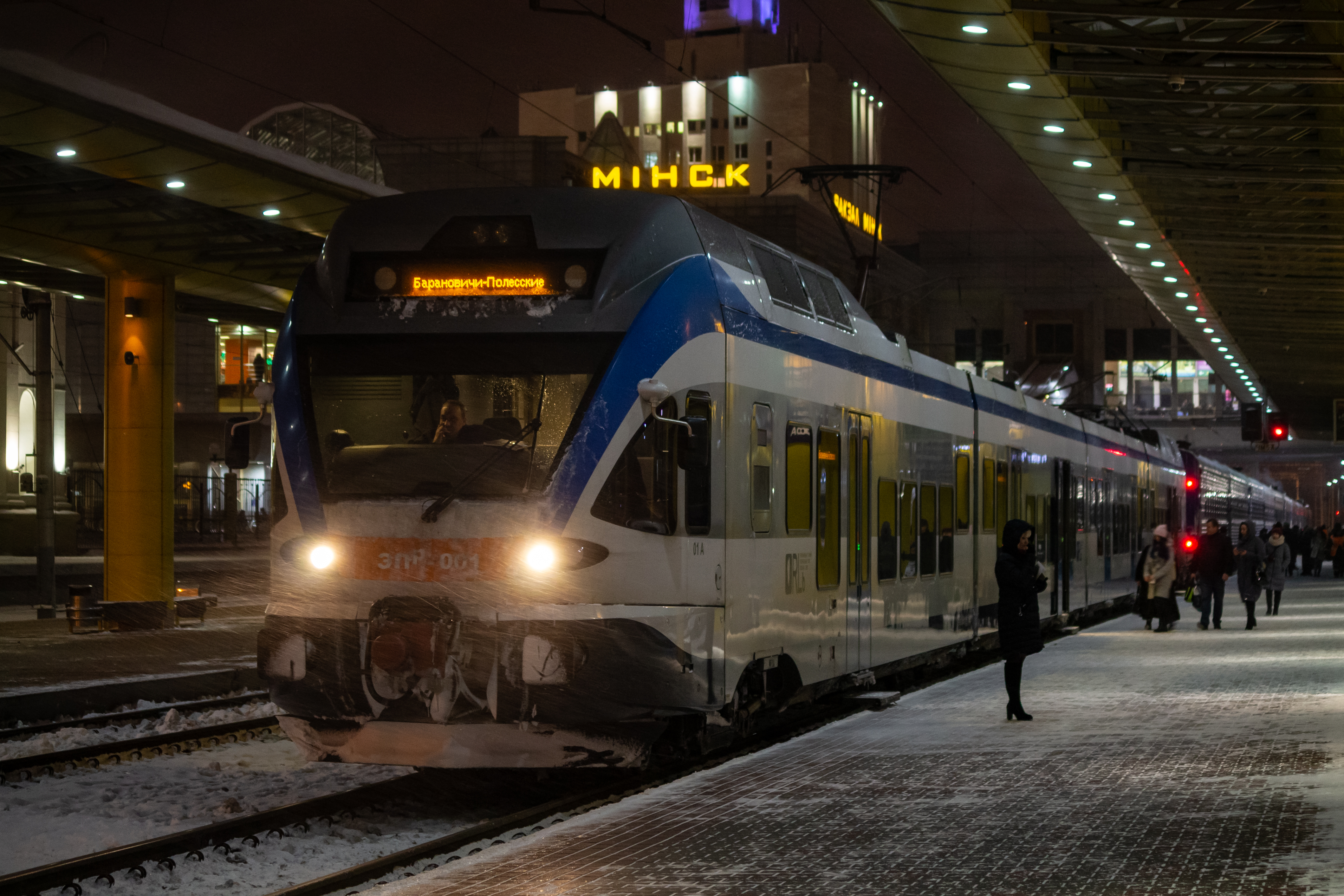

Questa voce raccoglie le principali tipologie di trasporti in Bielorussia.

## Ferrovie
In totale: 5512 km di linee ferroviarie pubbliche gestite dalla Belorusskaja železnaja doroga.
- scartamento "largo russo" (1520 mm): 5480 km, dei quali elettrificati 1264 km (1237,6 km - AC 25 kV e 27,5 kV; 26,4 km - DC 3,3 kV).
- collegamento a reti estere contigue
  - senza cambio di scartamento: Lettonia, Lituania, Russia e Ucraina.
  - con cambio di scartamento (1524/1435 mm): Polonia.

## Rete stradale
Strade pubbliche: in totale 93.055 km, tutte asfaltate (dati 2003).

### Strade europee

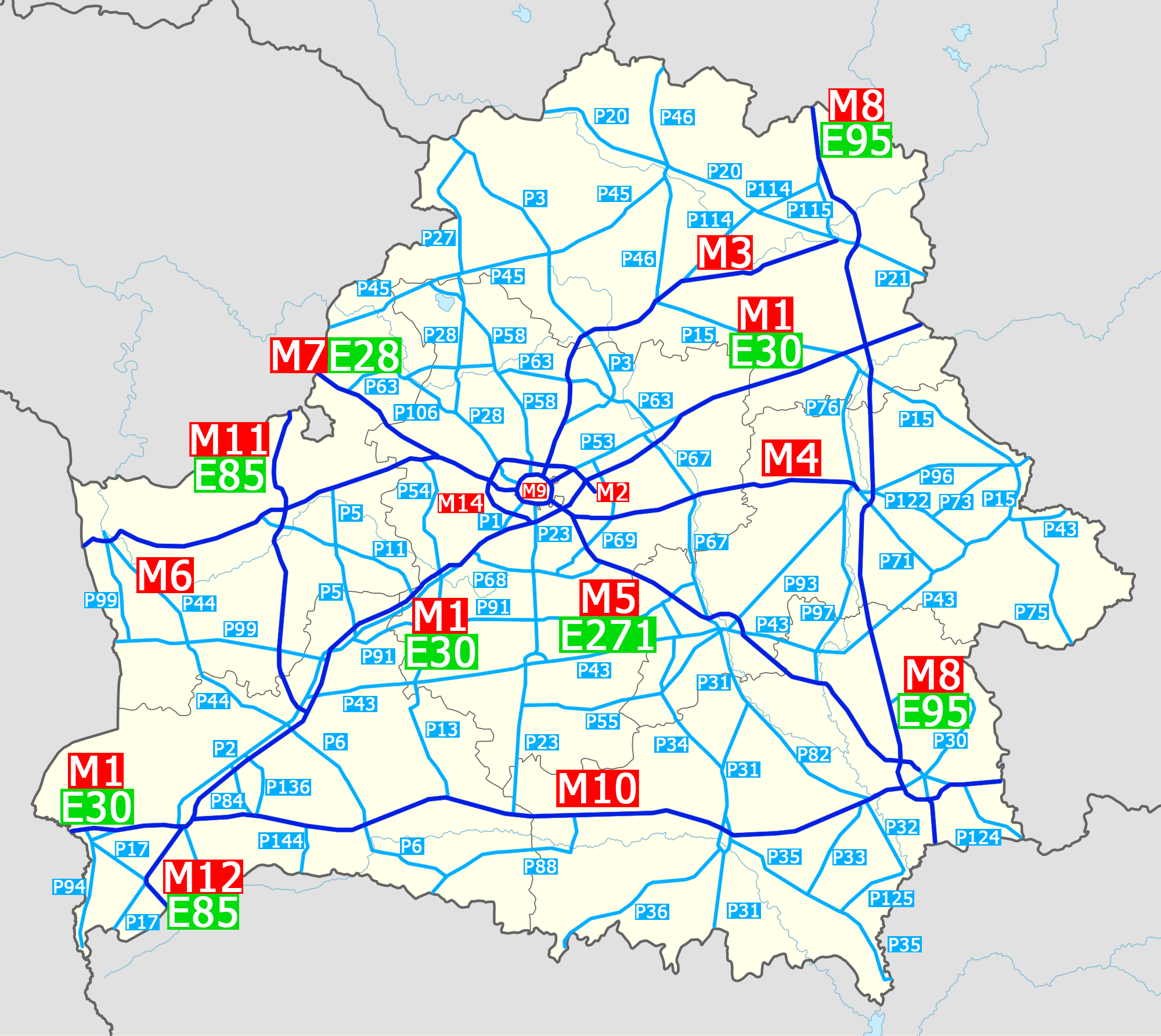
Principali strade in Bielorussia

La Bielorussia è attraversata da 5 corridoi europei:
- E28
- E30
- E85
- E95
- E271 (interamente in Bielorussia, da Minsk a Homel').

### Strade maestre
La Bielorussia ha una rete di strade maestre, spesso con caratteristiche di superstrada a 4 corsie:
- M1: confine con la Polonia a Brėst - Minsk (611 km)
- M2: Minsk - Aeroporto internazionale di Minsk (34 km)
- M3: Minsk - Vicebsk (253 km)
- M4: Minsk - Smilovichi - Chervyen' - Berazino - Mahilëŭ (182 km)
- M5: Minsk - Homel' (282 km)
- M6: Minsk - Lida - Hrodna - confine con la Polonia (262 km)
- M7: Minsk - confine con la Lituania a Kammeny Log (139 km)
- M8: confine con la Russia a Ezerische - confine con l'Ucraina a Nowa Huta (456 km)
- M9: anello intorno a Minsk (56 km)
- M10: confine con la Russia - Kobryn (526 km)
- M11: confine con la Lituania a Benyakoni - intersezione con la P2 a Byten (186 km)
- M12: Kobryn - confine con l'Ucraina a Mokrany (55 km)
- M14: anello esterno intorno a Minsk (47 km operativi, 160 in fase di costruzione)

Sono inoltre presenti almeno un centinaio di strade locali, nominate con le sigle da P1 a P130.

## Trasporto pubblico urbano
Tutte le città principali di Bielorussia hanno le reti di trasporto pubblico ben sviluppati. La priorità attuale è lo sviluppo di trasporti elettrici (metropolitana, tram, filobus IMC, bus elettrici).

### Metropolitane
In Bielorussia una rete metropolitana è presente solo nella capitale, Minsk. La rete comprende 3 linee e 33 stazioni.

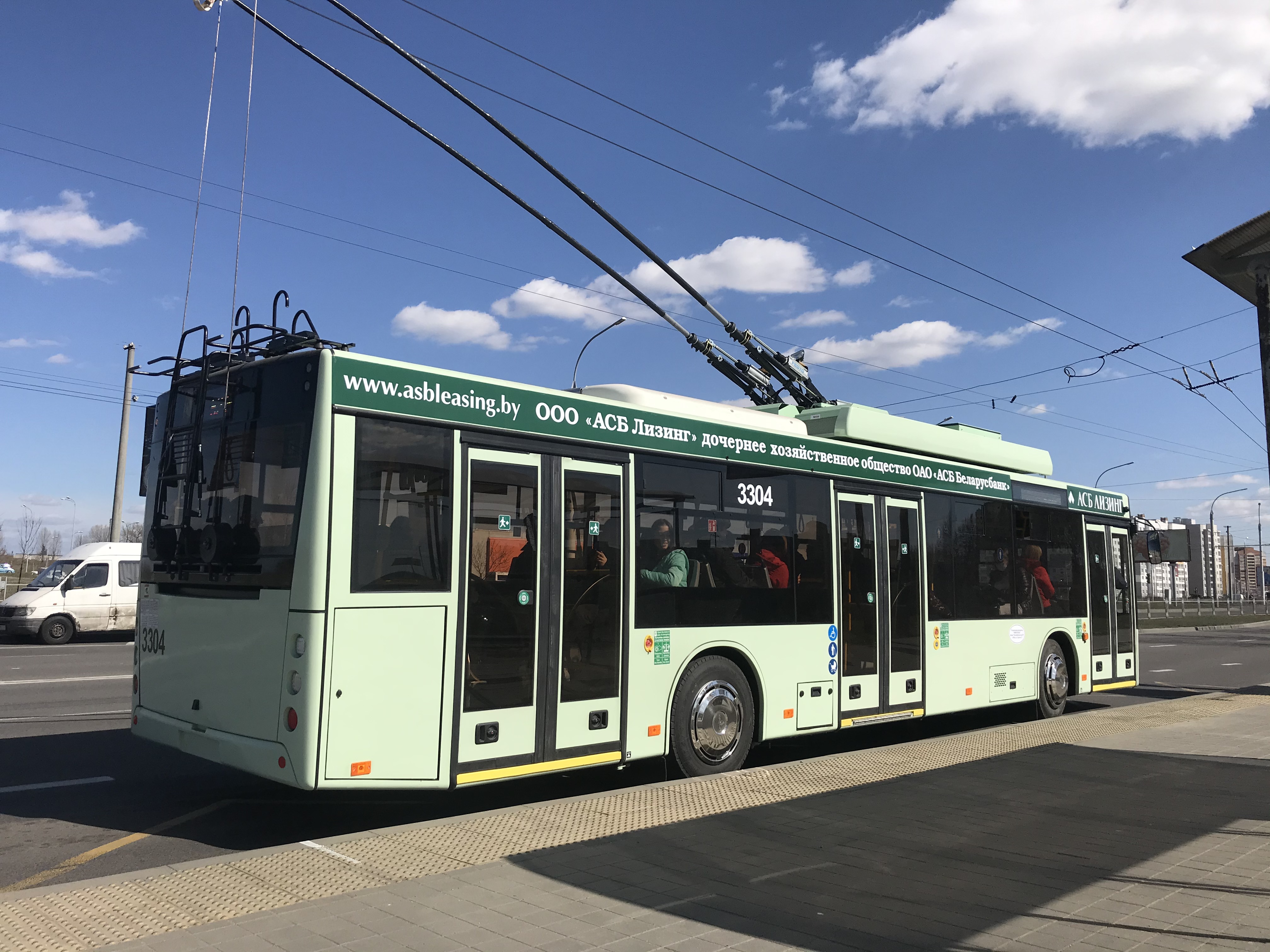
MAZ-203T70 - nuovo bus elettrico con carico in movimento (IMC)

### Tranvie
Esistono sistemi tranviari nelle città di Minsk, Mazyr, Navapolatsk e Vicebsk.

### Filovie
I primi bifilari sono stati installati nel 1952 a Minsk; poi sono sorte altre reti filoviarie a Homel' (1962), Mahilëŭ (1970), Hrodna (1974), Babrujsk e Vicebsk (1978), Brėst (1981).

### Autolinee
In tutte le zone abitate sono presenti aziende pubbliche e private che gestiscono trasporti urbani, suburbani, interurbani e turistici esercitati con autobus. A Minsk l'operatore principale Minsktrans usa 80 bus elettrici (32 singoli E321 e 48 snodati E433) manufatti da un produttore bielorusso Belkommunmash. 

## Idrovie
Sono presenti 2500 km di acque potenzialmente navigabili, ma di fatto scarsamente usate, perché poco profonde o situate ai confini del paese.

## Porti e scali
- Mazyr, 4 navi di marina mercantile (al 2019)[2]

## Trasporti aerei
Il territorio di Bielorussia è coperto da una rete di aeroporti. L'aeroporto principale è l'Aeroporto Nazionale di Minsk che serve tutti i voli regolari di Belavia e compagnie straniere. Gli aeroporti servono i voli charter sono Homel', Mahilëŭ, Vicebsk, Hrodna e Brėst.

### Aeroporti
In totale: 65 (dati 2013)
a) con piste di rullaggio pavimentate: 33 (al 2017)
- oltre 3047 m: 1
- da 2438 a 3047 m: 20
- da 1524 a 2437 m: 4
- da 914 a 1523 m: 1
- sotto 914 m: 7

b) con piste di rullaggio non lastricate: 32 (al 2013)
- oltre 3047 m: 1
- da 2438 a 3047 m: 0
- da 1524 a 2437 m: 1
- da 914 a 1523 m: 2
- sotto 914 m: 28

### Eliporti
1 (2013)

## Altro
5.386 km di gasdotti, 1.589 km oleodotti, 1.730 km di raffinati (al 2013)